# La Divina Commedia (Tedua)
La Divina Commedia (indicato anche come La Divina Commedia: Inferno - Purgatorio per l'edizione standard, e come Paradiso per l'edizione deluxe) è il terzo album in studio del rapper italiano Tedua, pubblicato il 2 giugno 2023 dalle etichette discografiche Epic Records e Sony Entertainment Italy.

## Antefatti
Le prime indiscrezioni circa il disco risalgono al gennaio 2020, quando Tedua ne aveva fatto menzione attraverso il suo 2020 Freestyle. Il titolo è stato invece comunicato alcuni mesi più tardi attraverso la pubblicazione di Vita vera mixtape: aspettando la Divina Commedia. Il progetto, il cui titolo trae ispirazione dall'omonima opera di Dante, si pone come anticipazione dell'album.
Nel 2021 l'uscita del disco venne rimandata e l'artista pubblicò al suo posto un mash-up di brani raccolti sotto il titolo di Don't Panic. Su YouTube nella descrizione del video dedicato al mash-up è presente la dicitura:
Nel settembre 2022, durante un'intervista concessa a Claudio Cabona per la rivista Outpump, Tedua confermò il coinvolgimento di alcuni produttori e  che l'album sarebbe uscito nel 2023, preceduto da un singolo ad ottobre 2022. La scelta ricadde su Lo-fi for U, prodotto da Shune, e la cui pubblicazione slittò di circa due mesi, venendo distribuito il 6 dicembre. Nel maggio 2023 partecipa in qualità di ospite al concerto di Lazza al Forum di Milano, durante il quale conferma la presenza del collega nell'album.

## Descrizione
L'edizione standard dell'album, composta da sedici tracce, si divide in due parti: Inferno e Purgatorio, formata da otto tracce ciascuna. Nove canzoni vedono la collaborazione di altri dodici artisti: Baby Gang e Kid Yugi, Sfera Ebbasta, Salmo e Federica Abbate, Geolier, Lazza, Guè, Marracash, bnkr44, Rkomi  e Bresh. In un'intervista rilasciata a GQ Italia, Tedua ha raccontato il significato dell'album e la scelta di attingere a differenti stili musicali:
(Tedua)
Il rapper nella stessa intervista ha raccontato il riferimento al Paradiso, Purgatorio e Inferno danteschi:
(Tedua)
La terza parte, Paradiso, è servita da appendice finale del progetto, venendo pubblicata a un anno di distanza da quella standard. Così come le precedenti due parti, anche questa si compone di otto tracce e contiene cinque collaborazioni con Tony Boy, Annalisa, Izi, Disme, nuovamente Bresh, Vaz' Te, Capo Plaza e Angelina Mango.

## Promozione
Ad aprile 2023, Tedua annuncia le prime tre date nei palasport de La Divina Commedia tour, successivamente esteso a dodici spettacoli lungo la penisola, confermando contestualmente l'imminente uscita dell'album. Il 15 maggio l'artista rivela ufficialmente la data di uscita del disco, fissata al 2 giugno, e la prima delle due cover realizzate dal famoso fotografo David LaChapelle, quella della versione Purgatorio. Il 22 maggio viene invece rivelata anche la copertina della versione Inferno.
Il 29 maggio viene confermata l'uscita del secondo singolo Intro la Divina Commedia, avvenuta alla mezzanotte del giorno seguente. Alla fine del video dell'Intro su YouTube, viene rivelata la lista tracce del disco. Due settimane dopo la pubblicazione de La Divina Commedia, il 16 giugno scelto come primo singolo radiofonico e terzo estratto complessivo il brano Red Light. Il 25 luglio, invece, viene distribuito il video ufficiale della traccia Hoe con Sfera Ebbasta, girato a Venezia.
Tra l'autunno 2023 e l'estate 2024 si è tenuta la promozione dell'edizione deluxe del disco, il Paradiso: oltre ad annunciare un tour estivo, viene pubblicato il singolo Parole vuote (la solitudine) in collaborazione di Capo Plaza come primo estratto dalla nuova versione. Quest'ultima, accompagnata da una copertina differente rispetto a quelle usate per l'edizione standard, è stata resa disponibile il 24 maggio 2024, a distanza di quasi un anno dalla pubblicazione dell'edizione originale. Beatrice, collaborazione con Annalisa, è stato inviato alle stazioni radiofoniche il 6 settembre seguente ed è stato accompagnato da un video ufficiale.

## Accoglienza
| Recensione | Giudizio |
| ---------- | -------- |
| Rockol     | 7,5/10   |
| Newsic     | 8/10     |
| Ondarock   | 6/10     |

Claudio Cabona di Rockol afferma che il rapper con l'album attui la volontà di «aprire le maglie della sua musica a un pubblico più ampio» ma «senza rinunciare a una narrazione evocativa e personale». Analizzando le tracce si riscontra che Bagagli (improvvisazione) sia «la canzone più bella e significativa del disco» poiché vi si trova «un profumo costante di verità e un mettersi a nudo commovente» in «molta dedizione e amore di Tedua per la musica rap». In conclusione Cabona scrive che «l’inferno delle incertezze è superato, il purgatorio è ora, il paradiso è il futuro da conquistare sull’onda di questo album». Gabriele Fazio dell'Agenzia Giornalistica Italia definisce il progetto «dalla sensibilità unica» in cui «il suo viaggio dentro la propria Divina Commedia altro non è che una dichiarazione di intenti», scrivendo che nei testi «sparpaglia con gusto citazioni letterarie, analisi profonde, con idee brillanti, strappi di verità limpide», trovando nel rapper un atteggiamento che espone la propria vulnerabilità.
Silvia Danielli di Billboard Italia ritiene che «sono tanti gli episodi pop e forse i fan più accaniti di Tedua storceranno il naso» ma tuttavia «apprezzeranno di sicuro l’onestà di scrittura» e «nel suo pensiero rapido, nel suo flow incalzante, nella costruzione complessa della scelta delle parole». Danielli riscontra nell'album oltre a suoni hip hop, anche accenni alle ballad e sonorità R&B, dove «Tedua tocca veramente le corde più alte del racconto intimo e anche commovente. Giovanni Robertini di Rolling Stone Italia definisce la scrittura dei brani «lirica e piena di immagini», in cui il rapper racconta di «autofiction e autoanalisi senza affogare nella retorica». Il giornalista sottolinea come La Divina Commedia risulti «orgogliosamente politica senza suonare patetico» poiché affronta il percorso «in cui ha vissuto sulla sua pelle la differenza tra chi artista lo fa e chi artista lo è».
A fine anno, Rolling Stone Italia lo colloca al primo posto della sua classifica relativa ai trenta migliori dischi del 2023; tale scelta è stata giustificata dall'impiego di «una trap intelligente», da «testi densi dove autobiografia e analisi sociale si mescolano tra vita di quartiere, esperienze private, riflessioni» e da «ritornelli orecchiabili, un flow unico e un'umiltà rara nella scena».

## Tracce
1. Intro la Divina Commedia – 2:41 (testo: Mario Molinari – musica: Christian Mazzocchi, Michele Bargigia)
2. Paradiso artificiale (feat. Baby Gang & Kid Yugi) – 2:42 (testo: Mario Molinari, Zaccaria Mouhib, Francesco Stasi, Emanuele Frasca – musica: Christian Mazzocchi, Luca Di Blasi, Luca Ghiazzi, Tuomas Holopainen)
3. Malamente – 3:01 (testo: Mario Molinari, Luca Di Blasi – musica: Christian Mazzocchi, Luca Di Blasi, Luca Ghiazzi)
4. Hoe (feat. Sfera Ebbasta) – 2:17 (testo: Mario Molinari, Ghali Amdouni, Gionata Boschetti – musica: Paolo Alberto Monachetti, Luca Ghiazzi, Luca Di Blasi)
5. Angelo all'inferno (feat. Salmo & Federica Abbate) – 2:53 (testo: Mario Molinari, Maurizio Pisciottu, Alex Vella – musica: Stefano Tognini, Luca Ghiazzi, Luca Di Blasi)
6. Mancanze affettive (feat. Geolier) – 3:51 (testo: Mario Molinari, Emanuele Palumbo – musica: Christian Mazzocchi, Davide Covino, Michele Bargigia)
7. Red Light – 2:47 (testo: Mario Molinari, Luca Di Blasi, Alex Vella – musica: Luca Di Blasi, Alex Vella, Luca Ghiazzi)
8. Volgare (feat. Lazza) – 2:28 (testo: Mario Molinari, Jacopo Lazzarini, Luca Ghiazzi, Luca Di Blasi, Alex Vella – musica: Luca Ghiazzi)
9. Scala di Milano (feat. Guè) – 2:55 (testo: Mario Molinari, Cosimo Fini, Luca Di Blasi – musica: Luca Pace, Luca Di Blasi)
10. Diluvio a luglio (feat. Marracash) – 3:22 (testo: Mario Molinari, Luca Di Blasi – musica: Fabio Rizzo, Luca Ghiazzi, Luca Di Blasi)
11. Soffierà – 3:22 (testo: Mario Molinari, Luca Di Blasi – musica: Luca Ghiazzi, Luca Di Blasi)
12. La verità (feat. bnkr44) – 2:57 (testo: Mario Molinari, Andrea Locci, Duccio Caponi – musica: Christian Mazzocchi, Luca Di Blasi, Marco Vittiglio, Jacopo Adamo, Dario Lombardi, Angela Tomei, Diego Calvetti)
13. Anime libere (feat. Bresh & Rkomi) – 2:53 (testo: Mario Molinari, Mirko Martorana, Andrea Emanuele Brasi, Luca Di Blasi – musica: Luca Antonio Barker, Luca Ghiazzi, Luca Di Blasi, Valerio Bulla)
14. Lo-fi for U – 3:23 (Mario Molinari, Luca Ghiazzi)
15. Bagagli (improvvisazione) – 3:15 (testo: Mario Molinari, Luca Di Blasi – musica: Luca Ghiazzi, Luca Di Blasi, Diego Calvetti)
16. Outro Purgatorio – 4:44 (testo: Mario Molinari – musica: Christian Mazzocchi, Michele Bargigia, Luca Di Blasi)

Tracce bonus nell'edizione deluxe
1. Paradiso II – 2:43 (testo: Mario Molinari – musica: Mario Molinari, Luca Di Blasi, Giorgio De Lauri)
2. Mare calmo – 2:27 (testo: Mario Molinari, Luca Di Blasi – musica: Luca Di Blasi, Michele Bargigia, Giorgio De Lauri)
3. Al limite (feat. Tony Boy) – 2:27 (testo: Mario Molinari, Antonio Hueber – musica: Luca di Blasi, Luca Antonio Barker, Giorgio De Lauri)
4. Kill Bill – 2:17 (testo: Mario Molinari – musica: Luca Di Blasi, Giorgio De Lauri)
5. Beatrice (feat. Annalisa) – 3:03 (testo: Mario Molinari, Federica Abbate, Annalisa Scarrone, Francesca Calearo – musica: Luca Di Blasi, Giorgio De Lauri)
6. Jolly Roger (feat. Izi, Disme, Bresh, Vaz Tè) – 4:05 (testo: Mario Molinari, Andrea Emanuele Brasi, Luca Di Blasi, Diego Germini, Alessandro Guzzo, Andrew Majuri – musica: Luca Di Blasi, Luca Ghiazzi)
7. Parole vuote (la solitudine) (feat. Capo Plaza) – 4:11 (testo: Mario Molinari, Luca D'Orso, Luca Di Blasi, Pietro Cremonesi, Federico Cavalli – musica: Luca Ghiazzi, Luca Di Blasi, Pietro Cremonesi, Angelo Valsiglio)
8. Angelo custode (feat. Angelina Mango) – 3:05 (testo: Mario Molinari, Angelina Mango – musica: Luca Di Blasi, Giorgio De Lauri)

## Formazione
Musicisti
- Tedua – voce
- Baby Gang – voce aggiuntiva (traccia 2)
- Kid Yugi – voce aggiuntiva (traccia 2)
- Sfera Ebbasta – voce aggiuntiva (traccia 4)
- Federica Abbate e Salmo – voci aggiuntive (traccia 5)
- Geolier – voce aggiuntiva (traccia 6)
- Lazza – voce aggiuntiva (traccia 8)
- Guè – voce aggiuntiva (traccia 9)
- Marracash – voce aggiuntiva (traccia 10)
- bnkr44 – voci aggiuntive (traccia 12)
- Bresh – voce aggiuntiva (tracce 13, 22)
- Rkomi – voce aggiuntiva (traccia 13)
- Tony Boy – voce aggiuntiva (traccia 19)
- Annalisa – voce aggiuntiva (traccia 21)
- Izi, Disme, Vaz Tè – voci aggiuntive (traccia 22)
- Capo Plaza – voce aggiuntiva (traccia 23)
- Angelina Mango – voce aggiuntiva (traccia 24)

Produzione
- Chris Nolan – produzione (tracce 1-3, 6, 12, 16) (direttore artistico tracce 1-16)
- Dibla – produzione (tracce 2-3, 12, 15, 17-21, 24) (direttore artistico tracce 17-24).
- Charlie Charles – produzione (traccia 4)
- Shune – produzione (tracce 4-5, 7-8, 10-11, 13-15, 22-23)
- Zef – produzione (traccia 5)
- Daves – produzione (traccia 6)
- The Night Skinny – produzione (traccia 9)
- bnkr44 – produzione (traccia 12)
- Sick Luke – produzione (tracce 13, 19)
- Jiz – produzione (tracce 17-21, 24)

## Classifiche

### Classifiche settimanali
| Classifica (2023) | Posizione massima |
| ----------------- | ----------------- |
| Italia            | 1                 |
| Svizzera          | 4                 |

### Classifiche di fine anno
| Classifica (2023) | Posizione |
| ----------------- | --------- |
| Italia            | 3         |
| Classifica (2024) | Posizione |
| Italia            | 5         |